# Cymbopogon gratus
Cymbopogon gratus är en gräsart som beskrevs av Karel Domin. Cymbopogon gratus ingår i släktet Cymbopogon, och familjen gräs. Inga underarter finns listade i Catalogue of Life.